# Rouille
La rouille è una salsa di condimento francese, più precisamente provenzale.

## Caratteristiche

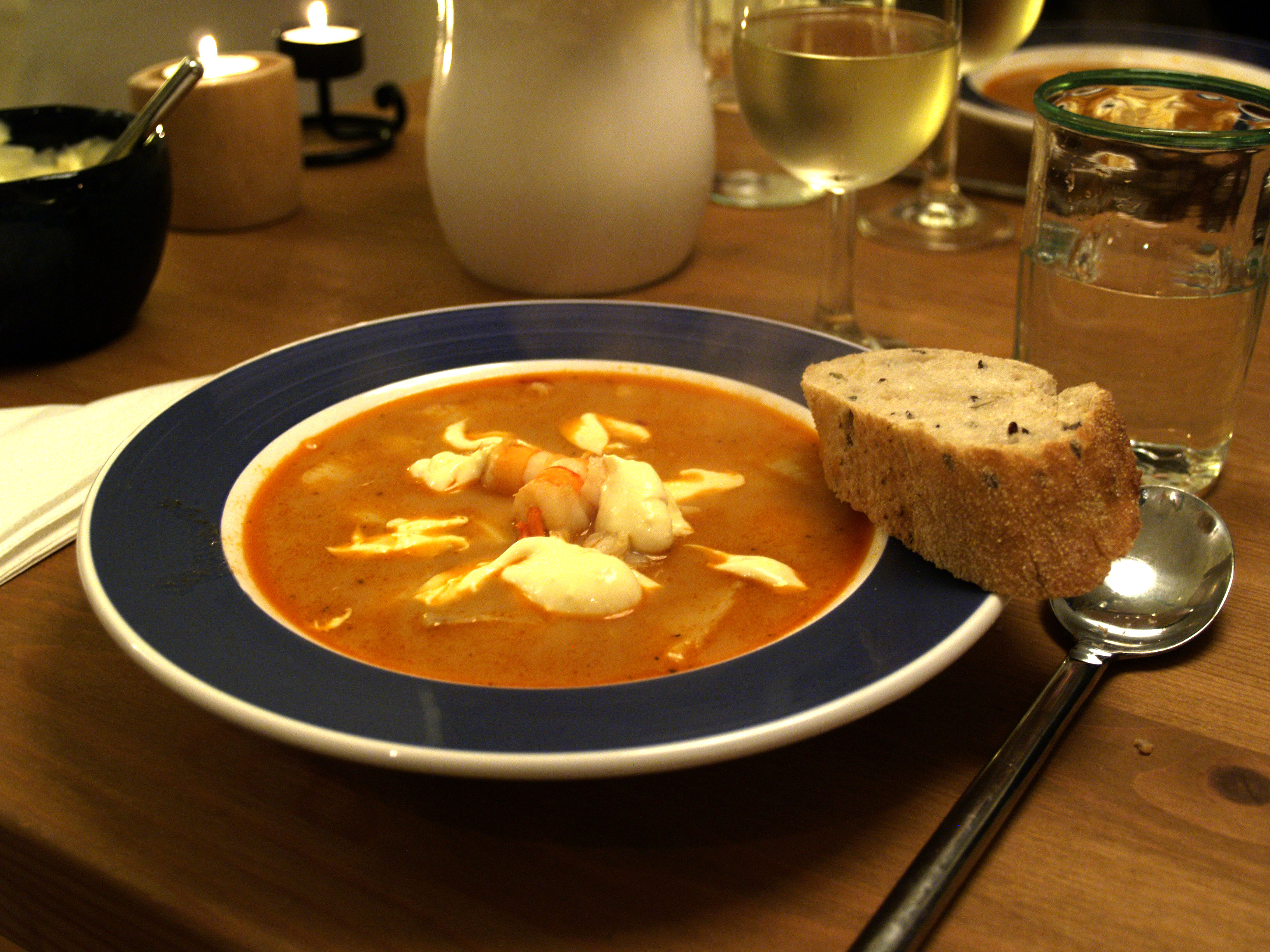
La Bouillabaisse condita con la salsa rouille.

Talvolta indicata in Francia come mayonnaise provençale (maionese provenzale), la rouille deve il suo nome al suo colore, infatti in francese rouille vuol dire ruggine.
Agli ingredienti della maionese, cioè olio d'oliva, tuorlo d'uovo, limone e/o aceto, si aggiungono di base aglio e fumetto di pesce; poi a seconda dei gusti e delle versioni: pomodoro, patate, pangrattato, peperoncino, zafferano e fegato di rana pescatrice.
È servita con le zuppe di pesce tipicamente provenzali come la Bouillabaisse marsigliese o la Soupe de poissons à la sétoise (zuppa di pesce della città di Sète). Di solito la salsa viene spalmata sui crostini o fette di pane che accompagnano le zuppe prima di inzupparli nel brodo.

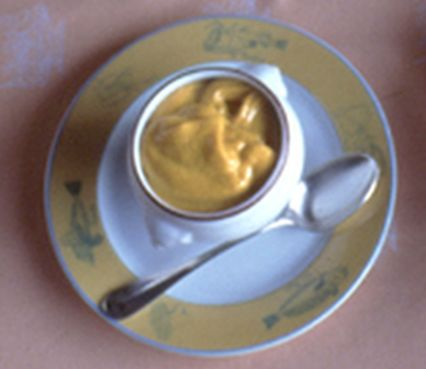
Una coppa di salsa Rouille.

Tradizionalmente, per la sua preparazione, l'olio d'oliva, l'aglio, le patate, i pomodori unitamente al fumetto e al fegato di rana pescatrice venivano pestati a mano nel mortaio e poi aggiunti a tutti gli altri ingredienti.